# Clavulina
Clavulina J. Schröt. (goździeńczyk) – rodzaj grzybów z rodziny kolczakowatych (Hydnaceae).

## Charakterystyka
Grzyby klawarioidalne, saprotrofy żyjące na ziemi lub drewnie. Owocniki maczugowate do koralowatych, w odcieniach białawych do szarych. Miąższ białawy, kruchy. Wysyp zarodników biały, nieamyloidalny. Zarodniki okrągławe do eliptycznych, gładkie, z oleistą kroplą, bez pory rostkowej. Podstawki 2-zarodnikowe.

## Systematyka i nazewnictwo
Pozycja w klasyfikacji według Index Fungorum: Hydnaceae, Cantharellales, Incertae sedis, Agaricomycetes, Agaricomycotina, Basidiomycota, Fungi.
Takson utworzył Joseph Schröter w 1888 roku. Gatunkiem typowym jest Clavulina cristata (Holmsk.) J. Schröt. Synonim naukowy – Stichoramaria Ulbr.
Polską nazwę podał Franciszek Błoński w 1890 r. W polskim piśmiennictwie mykologicznym należące do tego rodzaju gatunki opisywane były także jako płaskosz, goździanka, kozia broda, goździeniec, gałęziak.
Gatunki występujące w Polsce:
- Clavulina amethystina (Bull.) Donk 1933 – goździeńczyk ametystowy
- Clavulina cinerea(Bull.) J. Schröt. 1888 – goździeńczyk popielaty
- Clavulina coralloides (L.) J. Schröt. 1888 – goździeńczyk grzebieniasty
- Clavulina odorata P. Karst. 1890[5]
- Clavulina rugosa (Bull.) J. Schröt. 1888 – goździeńczyk pomarszczony

Nazwy naukowe na podstawie Index Fungorum. Nazwy polskie według Władysława Wojewody.

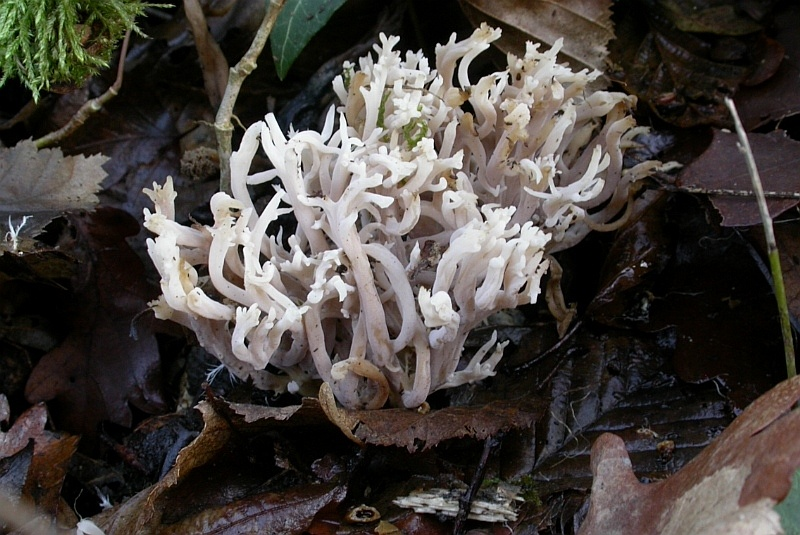
Goździeńczyk popielaty
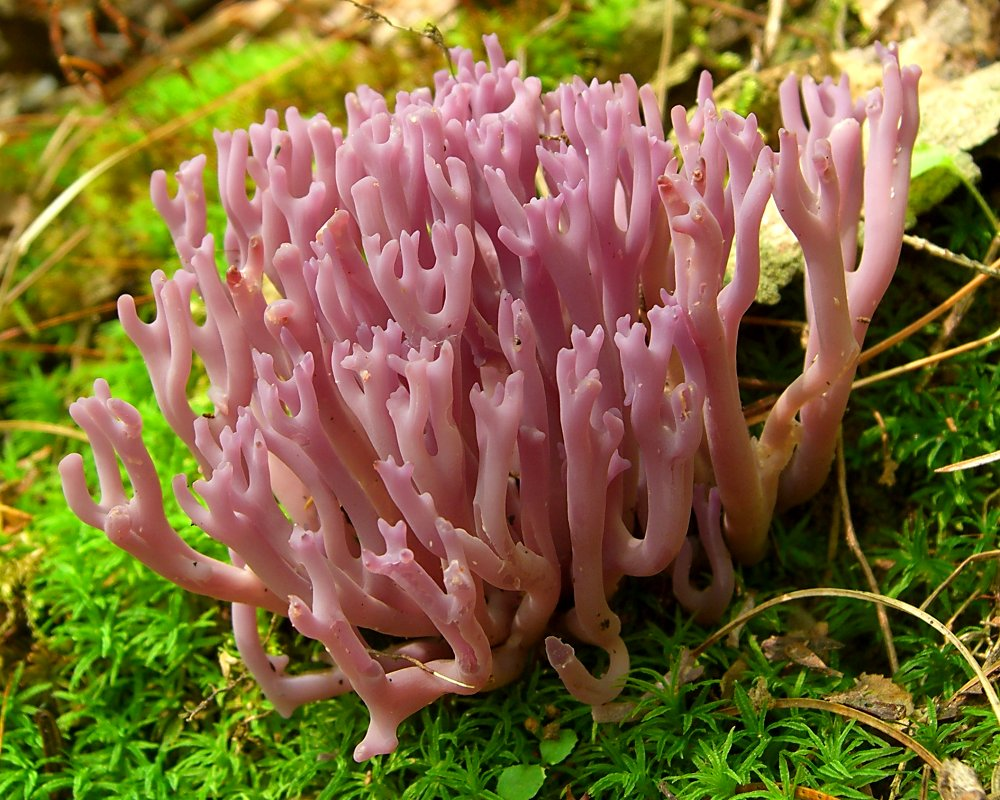
Goździeńczyk ametystowy
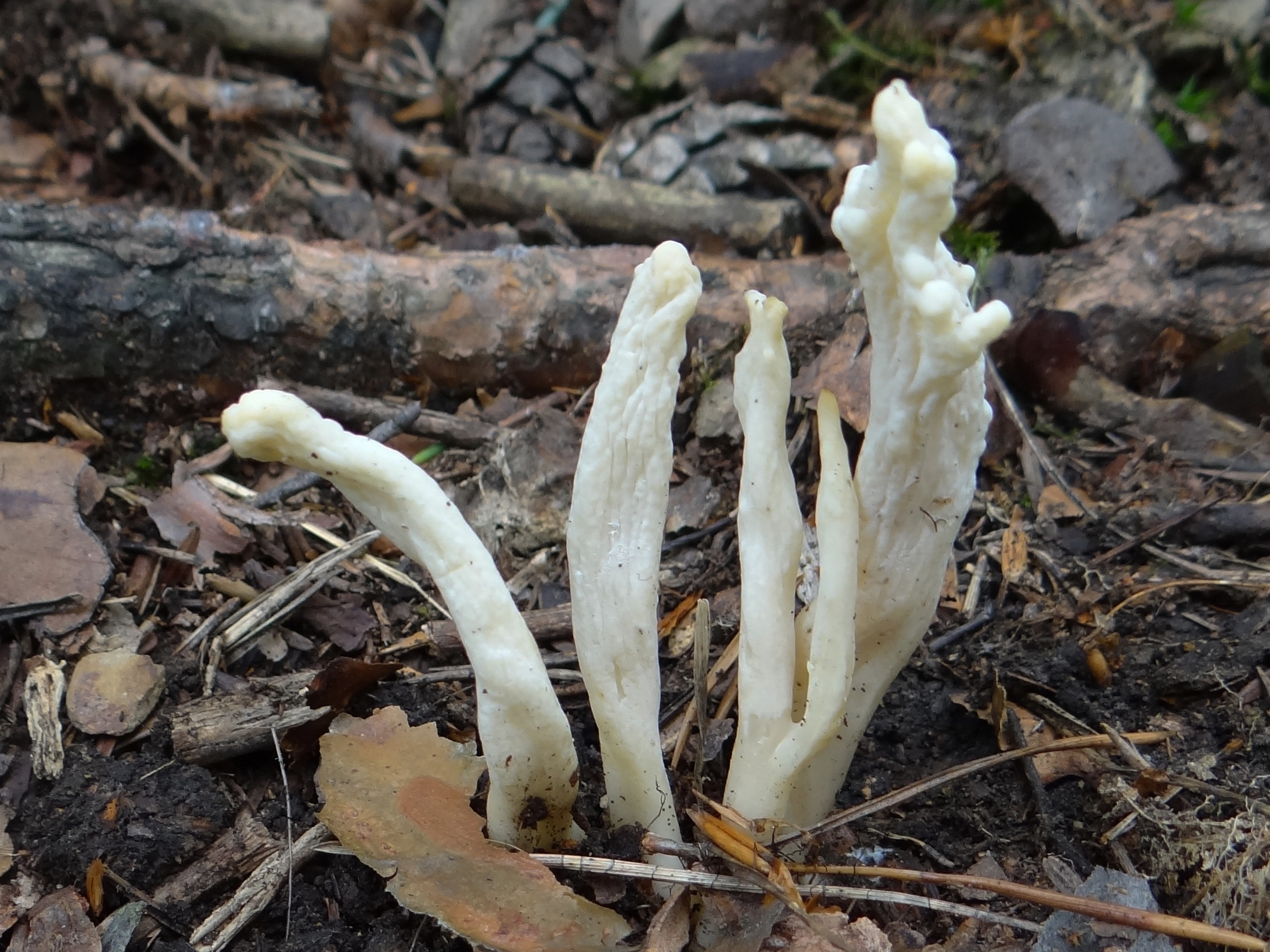
Goździeńczyk pomarszczony